# Hamptophryne alios
Espèce
Synonymes
- Altigius alios Wild, 1995

Statut de conservation UICN

 DD  : Données insuffisantes
Hamptophryne alios est une espèce d'amphibiens de la famille des Microhylidae.

## Répartition
Cette espèce se rencontre :
- au Pérou dans sa localité type à environ 15 km au Nord-Est de Puerto Maldonado dans la région de Madre de Dios ;
- en Bolivie sur un seul et unique site ;
- au Brésil dans la municipalité de Porto Velho dans l’État du Rondônia.

## Description
Altigius alios mesure environ 50 mm. Son dos est fauve, marbré de brun foncé ; son ventre est noir avec des taches blanc bleuté.

## Étymologie
Le nom d'espèce alios, du latin ala, alae, « aile », et os, oris, « bouche », lui a été donné en référence aux excroissances, en forme d'aile, présentes sur la bouche des têtards.

## Publication originale
- Wild, 1995 : New genus and species of Amazonian microhylid frog with a phylogenetic analysis of new world genera. Copeia, vol. 1995, no 4, p. 837-849 (texte intégral).